# Dixmont (Maine)
Dixmont es un pueblo ubicado en el condado de Penobscot en el estado estadounidense de Maine. En el Censo de 2010 tenía una población de 1.181 habitantes y una densidad poblacional de 12,52 personas por km².

## Geografía
Dixmont se encuentra ubicado en las coordenadas 44°41′51″N 69°8′37″O / 44.69750, -69.14361. Según la Oficina del Censo de los Estados Unidos, Dixmont tiene una superficie total de 94.36 km², de la cual 93.99 km² corresponden a tierra firme y (0.4%) 0.38 km² es agua.

## Demografía
Según el censo de 2010, había 1.181 personas residiendo en Dixmont. La densidad de población era de 12,52 hab./km². De los 1.181 habitantes, Dixmont estaba compuesto por el 98.65% blancos, el 0.08% eran afroamericanos, el 0.59% eran amerindios, el 0.17% eran asiáticos, el 0% eran isleños del Pacífico, el 0% eran de otras razas y el 0.51% pertenecían a dos o más razas. Del total de la población el 0.85% eran hispanos o latinos de cualquier raza.